# Vivarikanalen
Vivarikanalen (på albanska Kanali i Butrintit) förbinder Butrintisjön i södra Albanien med Korfusundet i väst och gränsar till Butrintihalvön.
Vattnet i kanalen löper i bägge riktningarna, från sjön till havet och omvänt i stigande tidvatten. En pontonfärja går vid syd i riktning mot halvön i norr vid Butrintis nationalpark. Det finns två borgar i den sydliga delen av kanalen som byggdes under Ali Pasha Tepelenas regenttid.
Kanalens utlopp bildar en avgränsning mellan Adriatiska havet och Joniska havet.
Kanalen får både saltvatten och sötvatten, vilket skapar bra förutsättningar för uppfödning av blötdjur som till exempel musslor.
Under kommunisttiden anmälde sig många studenter frivilligt för att söka efter gamla ruiner i Butrintis nationalpark.